# Barnstorf
Barnstorf är en kommun och ort i Landkreis Diepholz i förbundslandet Niedersachsen i Tyskland.
Kommunen ingår i kommunalförbundet Samtgemeinde Barnstorf tillsammans med ytterligare tre kommuner.